# Rejon istriński
Rejon istriński (ros. Истринский район) – jednostka terytorialna w Rosji, w północno-zachodniej części obwodu moskiewskiego. Centrum administracyjne rejonu – miasto Istra.

## Geografia
Powierzchnia rejonu wynosi 1299 km². Graniczy z rejonami obwodu moskiewskiego: krasnogorskim, sołniecznogorskim, klińskim, wołokołamskim, ruzskim i odincowskim. W 2005 roku liczył 116,2 tys. mieszkańców.
Główna rzeka w rejonie – Istra.

## Historia
Rejon powstał w roku 1930, łącznie ze zmianą nazwy stolicy rejonu z Woskriesiensk na Istra. Od 2006 roku w jego skład wchodzi 14 osiedli (w tym 3 miejskie i 11 wiejskich).
- osiedle miejskie diedowskie (centrum Diedowsk),
- osiedle miejskie istryjskie (centrum Istra),
- osiedle miejskie sniegirskie (centrum Sniegiri),
- osiedle wiejskie bużarowskie,
- osiedle wiejskie bukariewskie,
- osiedle wiejskie jermolińskie,
- osiedle wiejskie iwanowskie,
- osiedle wiejskie kostrowskie,
- osiedle wiejskie łuczyńskie,
- osiedle wiejskie nowopietrowskie,
- osiedle wiejskie obuszkowskie,
- osiedle wiejskie onufrijewskie,
- osiedle wiejskie pawłosłobodskie,
  - wieś Rożdiestwieno,
- osiedle wiejskie jadromińskie.